# Marsas (Gironda)
Marsas é uma comuna francesa na região administrativa da Nova Aquitânia, no departamento da Gironda. Estende-se por uma área de 8,14 km². Em 2010 a comuna tinha 1 235 habitantes (densidade: 151,7 hab./km²).